# Mamadou Kané
Mamadou Kané, né le 22 janvier 1997 à Conakry, est un footballeur international guinéen évoluant au poste de milieu de terrain au Paphos FC, où il est prêté par l'Olympiakos.

## Biographie

### En club
Kané commence sa carrière en Guinée avant de partir au FK Neftchi Bakou en Azerbaïdjan en janvier 2019. Le 3 février 2019, il fait ses débuts professionnels avec Neftchi lors d'une victoire 1-0 en premier league azerbaïdjanaise contre le Qarabağ FK.
Le 28 août 2021, l'Olympiakos annonce la signature de Mamadou Kané pour cinq ans avec une indemnité de transfert de l'ordre de 300 000 €. Il est prêté dans la foulée à son ancien club du FK Neftchi Bakou.

### En équipe nationale
Avec les moins de 20 ans, il participe à la Coupe d'Afrique des moins de 20 ans en 2017. Lors de ce tournoi, il joue quatre matchs. La Guinée se classe troisième de cette compétition organisée en Zambie, en battant l'Afrique du Sud lors de la "petite finale". Il dispute ensuite la même année la Coupe du monde des moins de 20 ans qui se déroule au Chili. Lors du mondial junior, il joue trois matchs. Avec un bilan d'un nul et deux défaites, la Guinée est éliminée dès le premier tour.
Le 15 novembre 2020, Kané fait ses débuts avec l'équipe de Guinée lors d'un match de championnat d'Afrique des nations contre le Tchad (match nul 1-1).
Il inscrit son premier but en équipe nationale le 28 mars 2021, contre la Namibie. Ce match perdu 2-1 rentre dans le cadre des qualifications à la Coupe d'Afrique des nations 2021. Il marque son second but le 12 octobre 2021, contre le Maroc. Ce match perdu 1-4 rentre dans le cadre des éliminatoires du mondial 2022.
En janvier 2022, il est retenu par le sélectionneur Kaba Diawara afin de participer à la Coupe d'Afrique des nations 2021 organisée au Cameroun.